# Двигатель Nissan MR
Двигатели Nissan MR — серия рядных четырёхцилиндровых двигателей внутреннего сгорания производства Renault и Nissan.

## MR16DDT (Renault M5Mt)
MR16DDT впервые был представлен осенью 2010 года на Nissan Juke. Его объём составляет 1,6 л (1618 см3), диаметр цилиндра — 79,7 мм, а ход поршня — 81,1 мм. Мощность — 140 кВт (190 л. с.), а крутящим момент — 240 Н⋅м. Степень сжатия 9,5:1.

## MR18DE
MR18DE впервые был представлен в 2004 году на Nissan Tiida. Его объём составляет 1,8 л (1798 см3), диаметр цилиндра — 84 мм, а ход поршня — 81,1 мм. Мощность — 96 кВт (130 л. с.).
В Северной Америке мощность двигателя составляет 91 кВт (122 л. с.) при 5500 об/мин, а крутящий момент — 174 Н⋅м при 4800 об/мин.

## MRA8DE
MRA8DE выпускается с 2013 года. Его объём составляет 1,8 л (1797 см3), диаметр цилиндра — 79,7 мм, а ход поршня — 90,1 мм. Мощность — 96 кВт (128 л. с.) при 6000 об/мин, крутящий момент — 174 Н⋅м при 3600 об/мин. Степень сжатия 9,9:1.
Двигатель устанавливается на Nissan Sylphy B17 (в Азии), Nissan Sentra (Северная Америка и Средний Восток) и Nissan Pulsar (Австралия).

## MR18DDT (Renault M5Pt)
MR18DDT выпускается с 2015 года. Его объём составляет 1,8 л (1797 см3), диаметр цилиндра — 79,7 мм, а ход поршня — 90,1 мм. Мощность — 165—221 кВт (222—296 л. с.) при 6000 об/мин, крутящий момент — 300—420 Н⋅м при 3600 об/мин. Степень сжатия 9,0:1. Устанавливается на автомобили Renault и Alpine Renault.

## MR20DE (Renault M4R)
MR20DE выпускается с 2005 года. Его объём составляет 2,0 л (1997 см3), диаметр цилиндра — 84 мм, а ход поршня — 90,1 мм. Мощность составляет 98 кВт (131 л. с.). Впервые двигатель был представлен на Nissan Lafesta, Nissan Serena и Renault Samsung SM5.

## MR20DD (Renault M5R)
MR20DD выпускается с 2010 года. Его объём составляет 2,0 л (1997 см3), мощность — 108 кВт (145 л. с.) при 5600 об/мин, крутящий момент — 210 Н⋅м при 4400 об/мин.

## MR20DD Hybrid
MR20DD Hybrid выпускается с 2013 года. Его объём составляет 2,0 л (1997 см3), мощность — 106 кВт (142 л. с.) при 6000 об/мин, крутящий момент — 199 Н⋅м при 4400 об/мин. Двигатель устанавливается на Nissan X-Trail.

## MR20DD S-Hybrid
MR20DD S-Hybrid выпускается с 2012 года. Его объём составляет 2,0 л (1997 см3), мощность — 110 кВт (150 л. с.) при 6000 об/мин, крутящий момент — 199 Н⋅м при 4400 об/мин. Двигатель устанавливается на Nissan Serena.

## M9
Дизельные двигатели семейства M9 выпускаются компаниями Renault, Nissan и Mercedes-Benz с 2006 года в разные периоды. M9R выпускается с 2006 года, а M9T выпускается с 2010 года.

### M9R
- Объём: 2,0 л (1995 см3)
- Клапанов: 16
- Мощность: 150 л. с. при 4000 об/мин
- Крутящий момент: 340 Н⋅м при 2000 об/мин
- Степень сжатия: 15.6:1, 16.0:1

- Годы производства: 2006 — настоящее время

### M9T
- Объём: 2,3 л (2299 см3)[5]
- Мощность: 75—110 кВт (101—150 л. с.)
- Крутящий момент: 185—350 Н⋅м
- Другое имя: YS23 (Mercedes-Benz OM699)[6][7]
- Степень сжатия: 15.4:1
- Годы производства: 2010 — настоящее время[8]

## Галерея

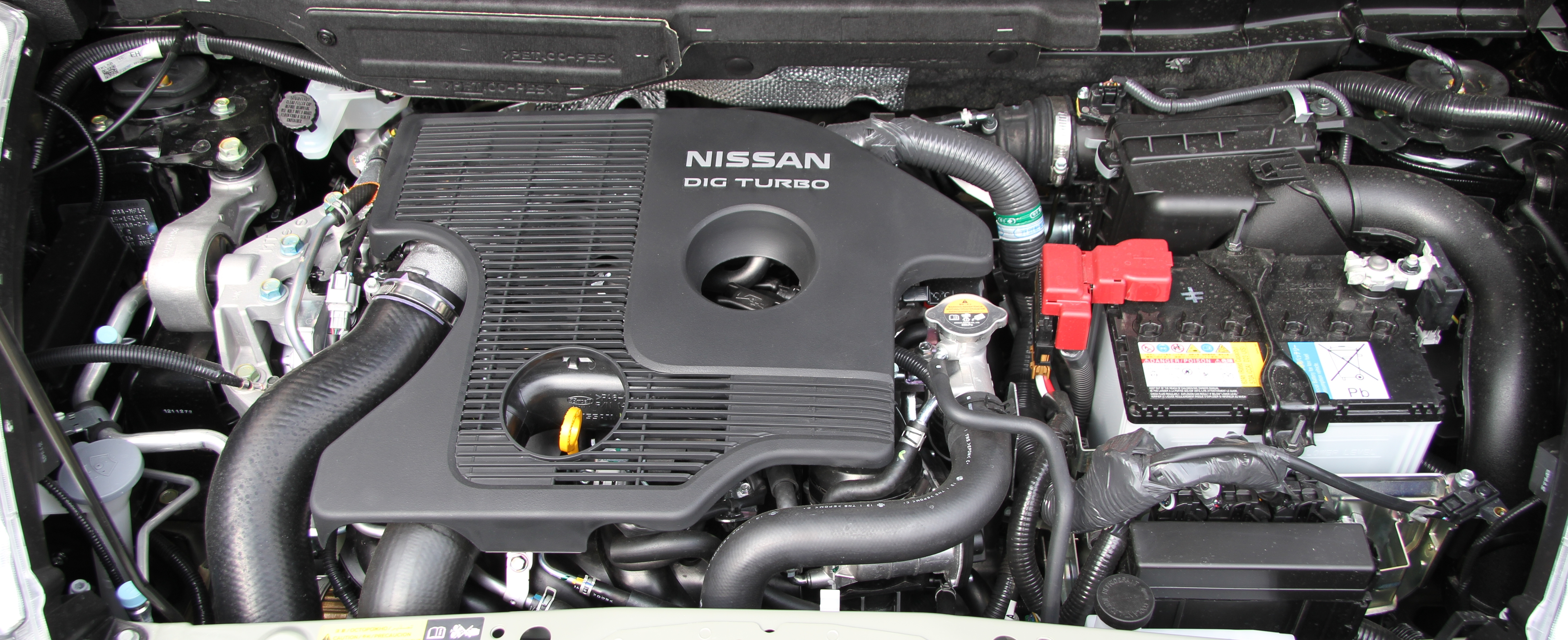
MR16DDT
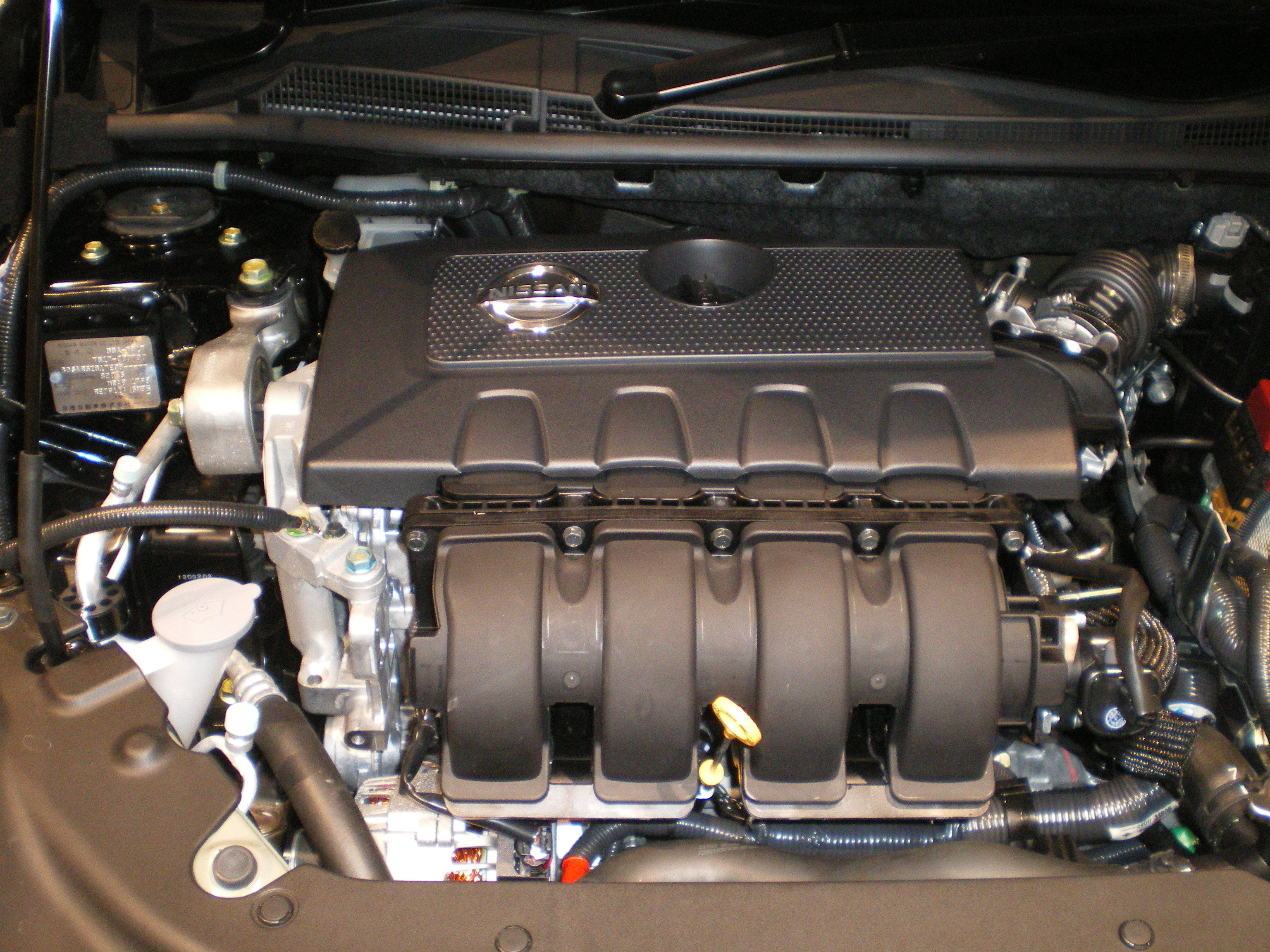
MRA8DE
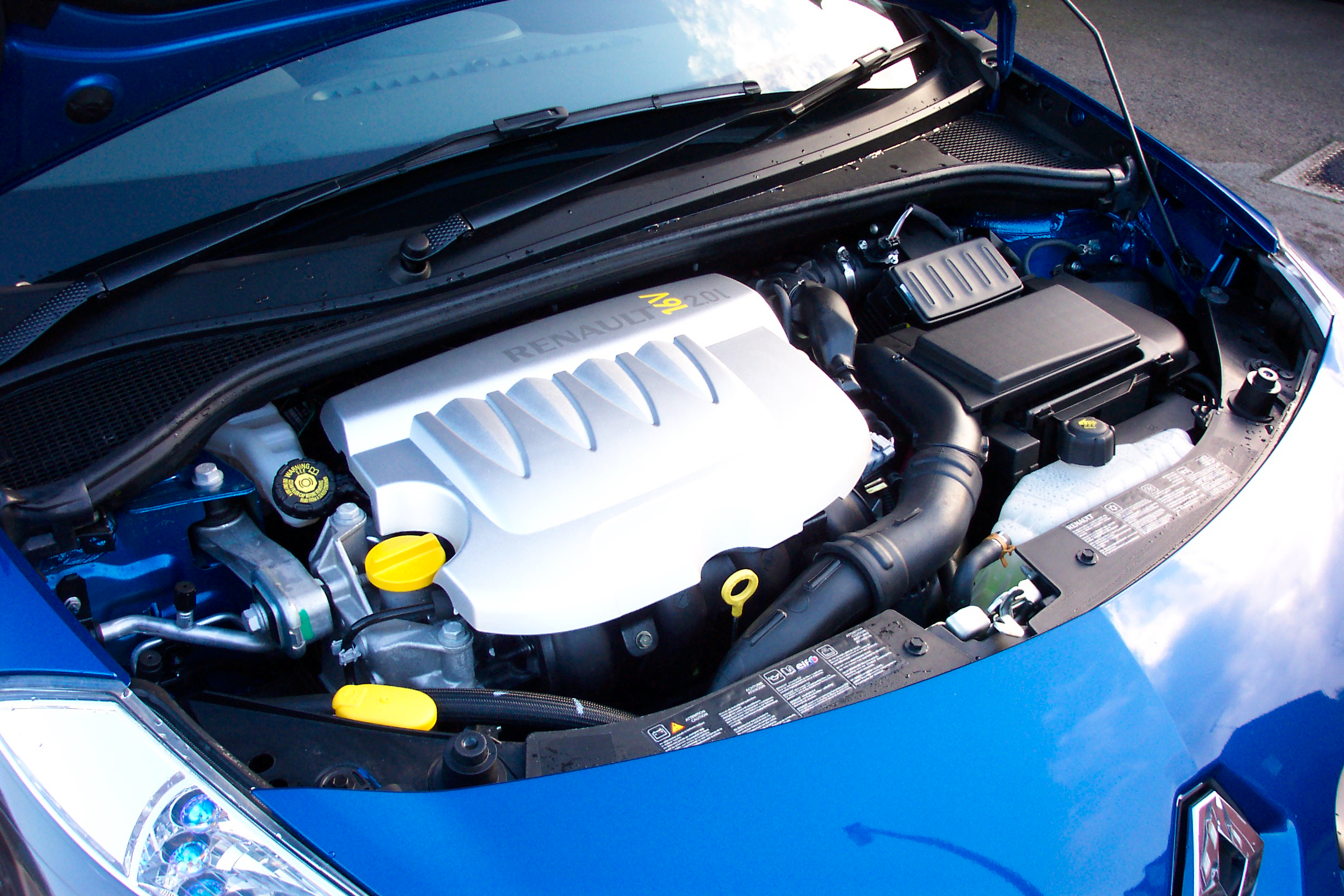
MR20DE
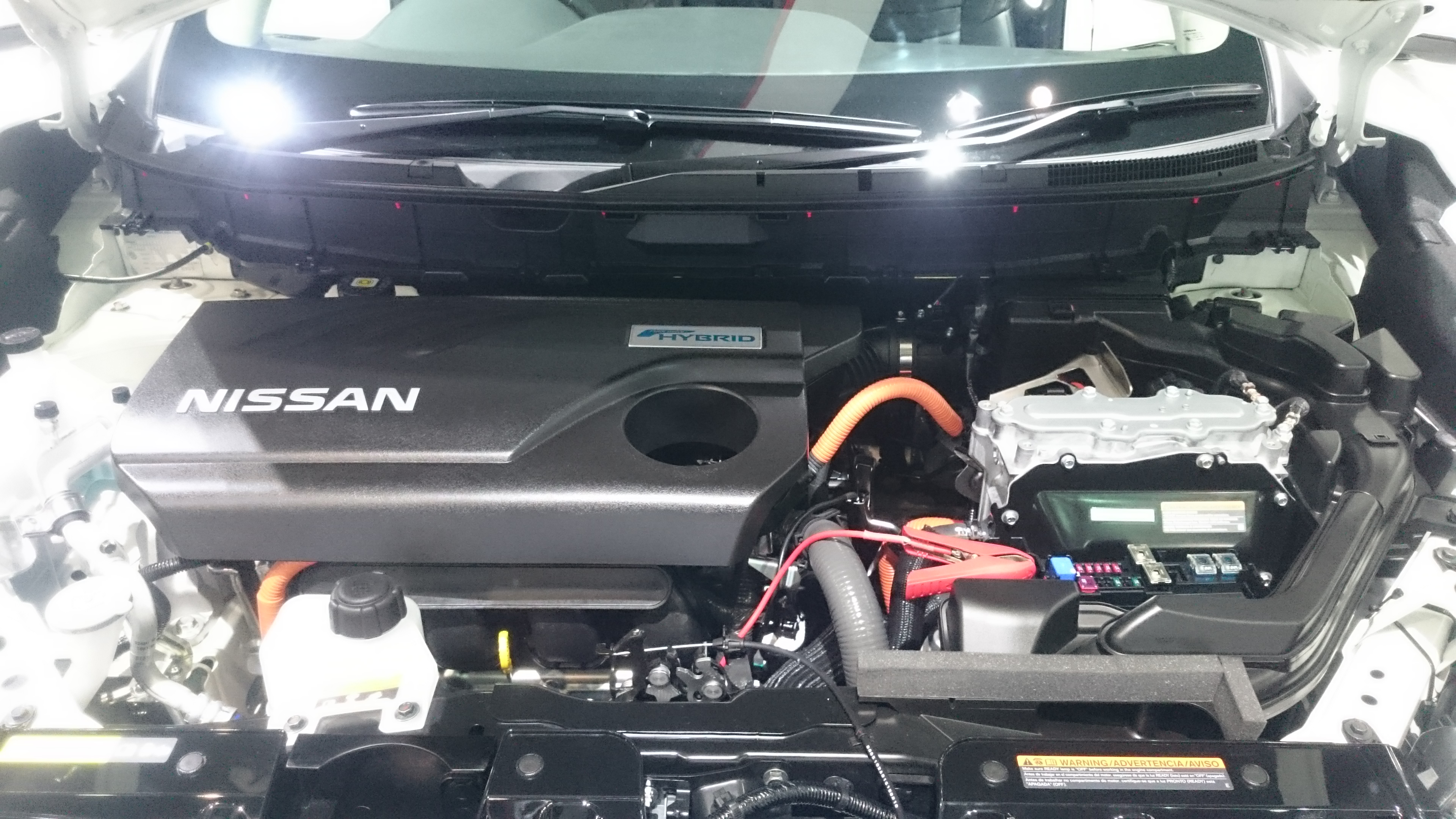
MR20DD
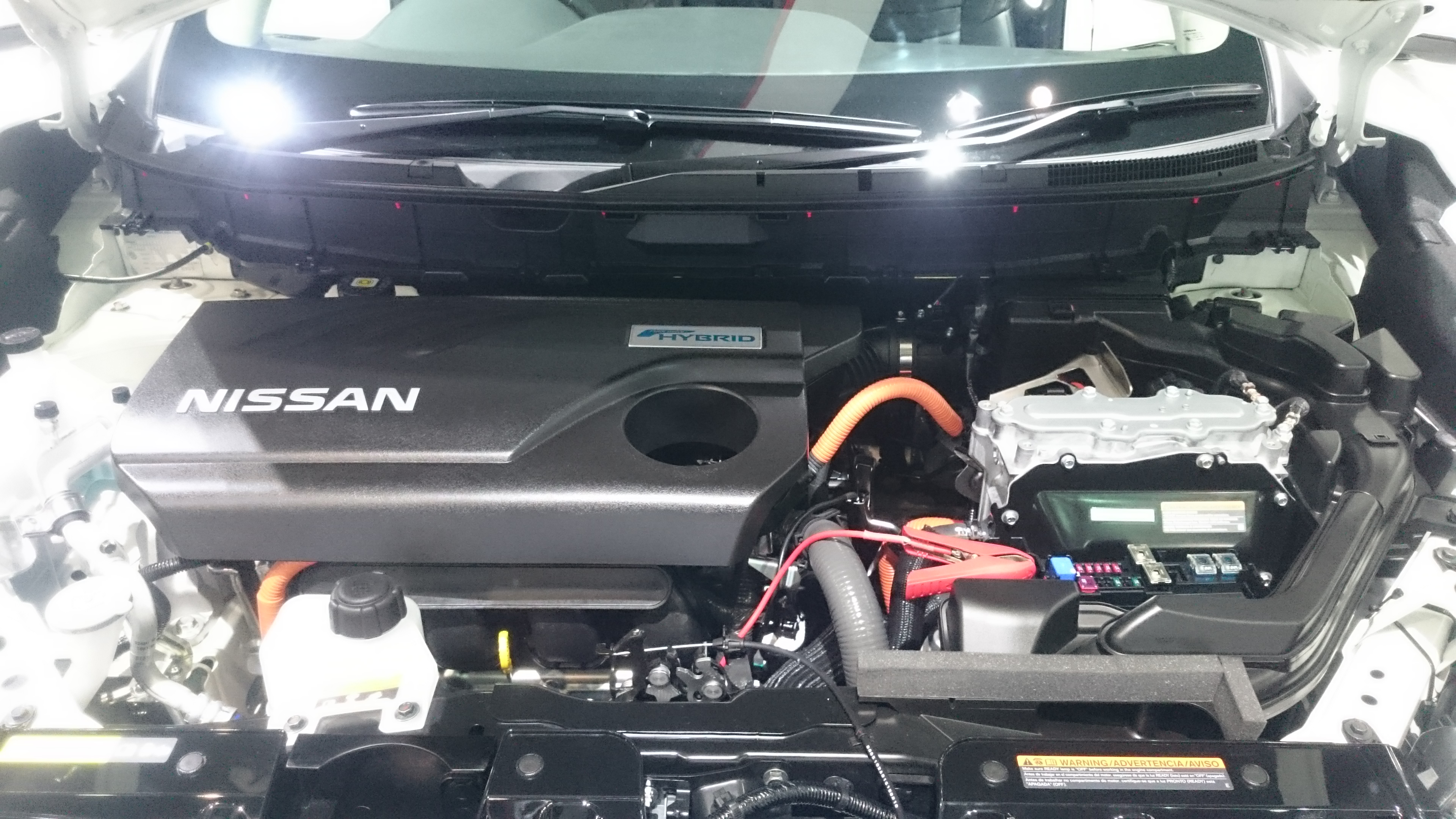
MR20DD
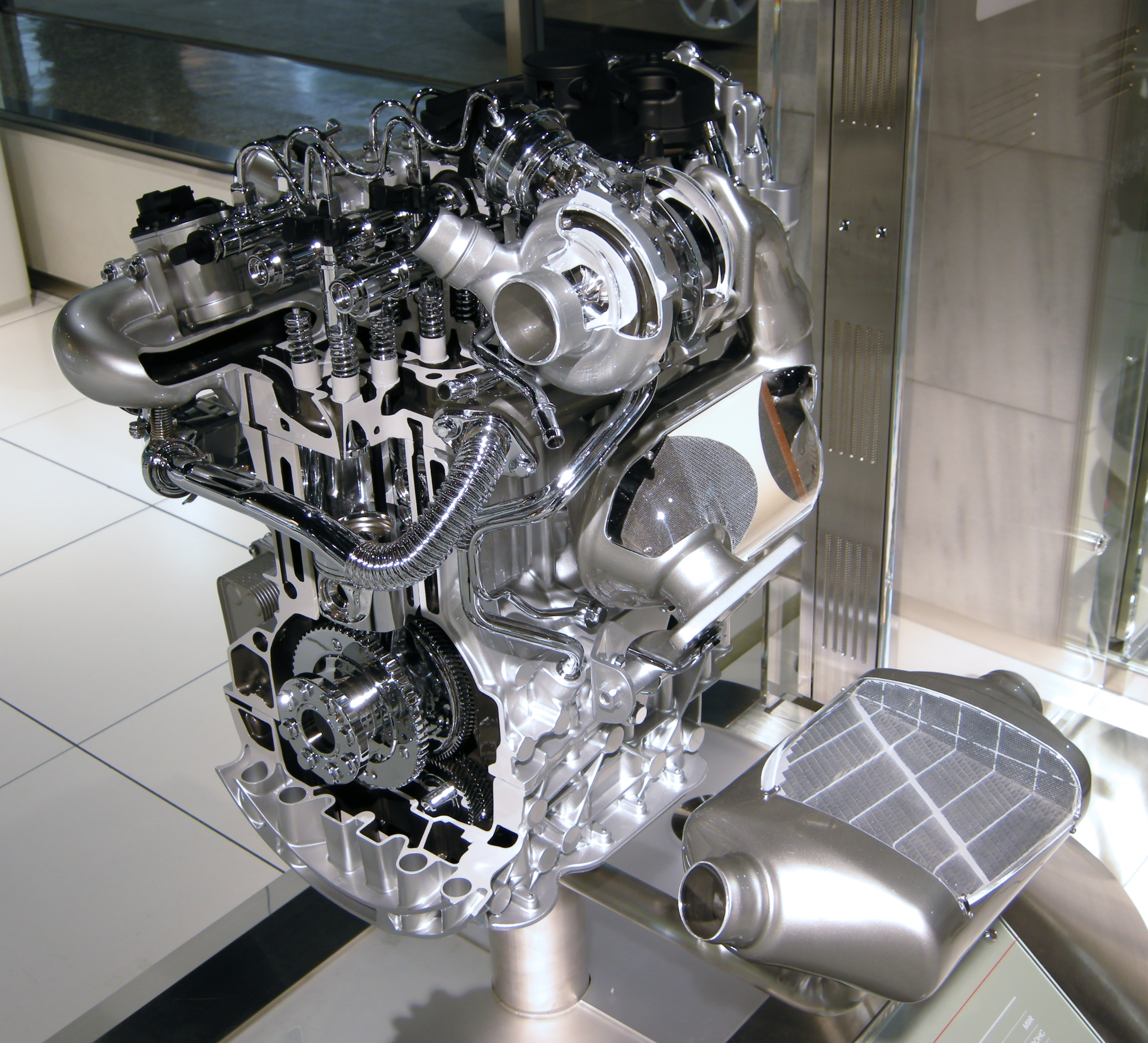
M9R
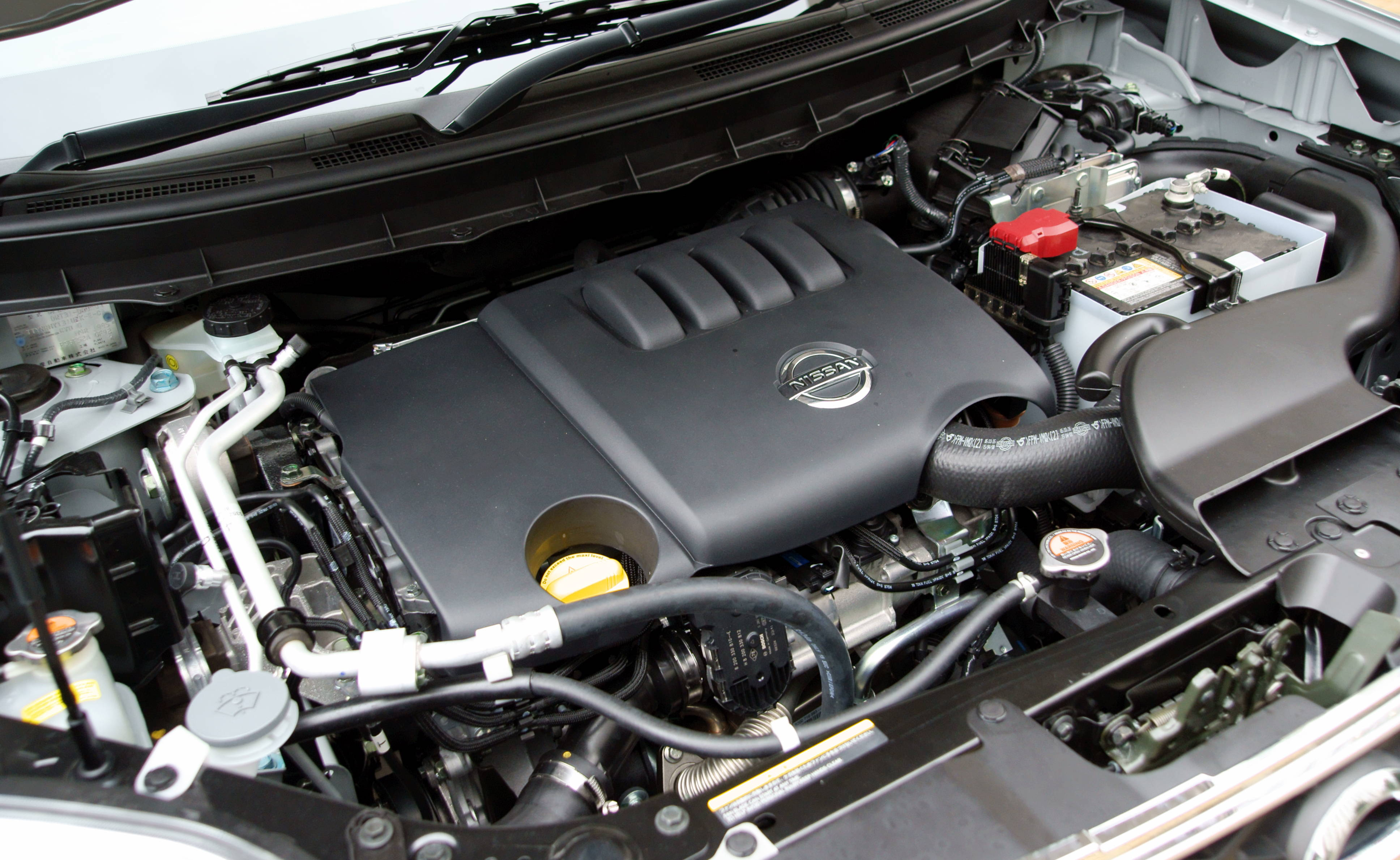
Renault-Nissan M9R
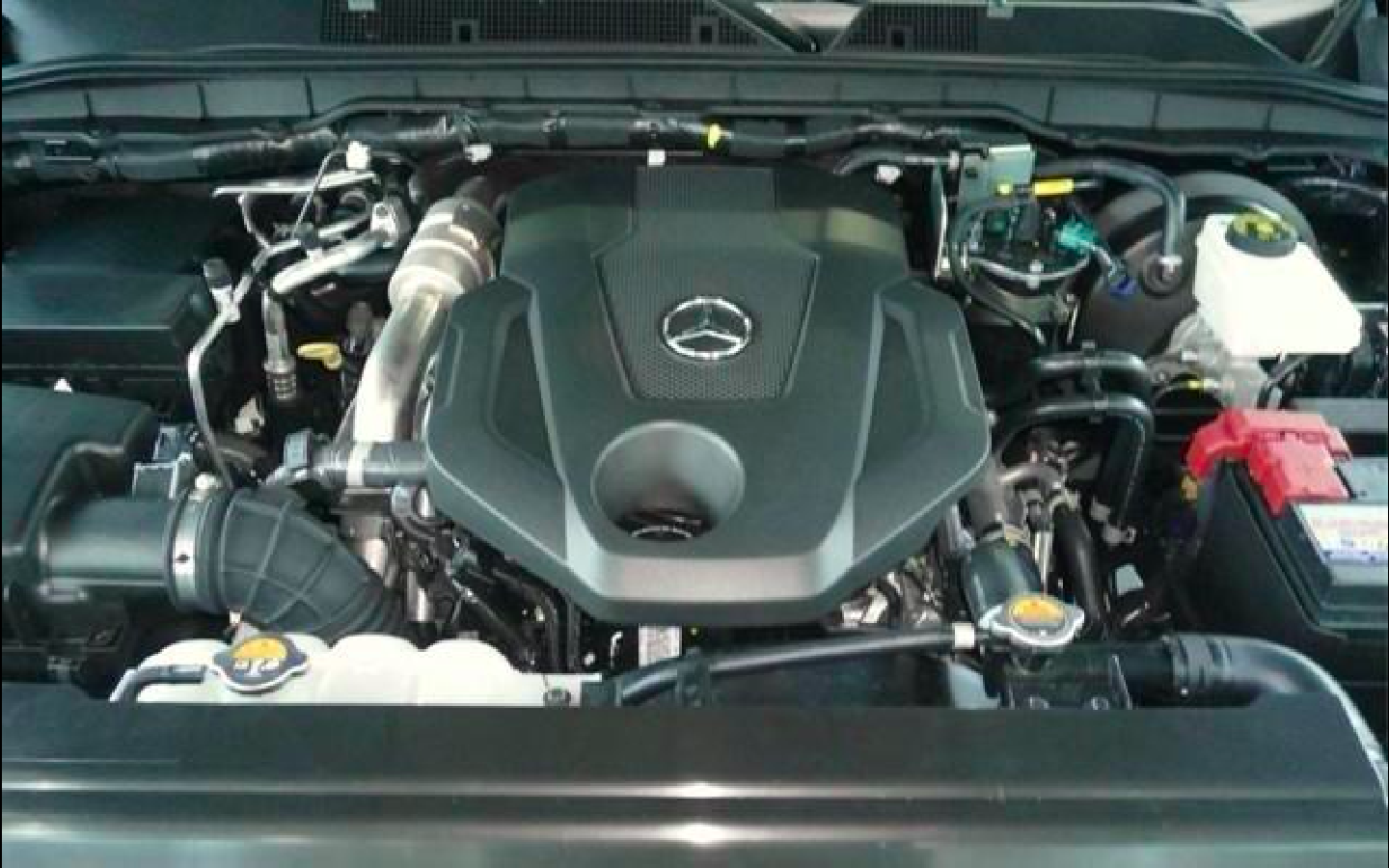
Mercedes-Benz OM699
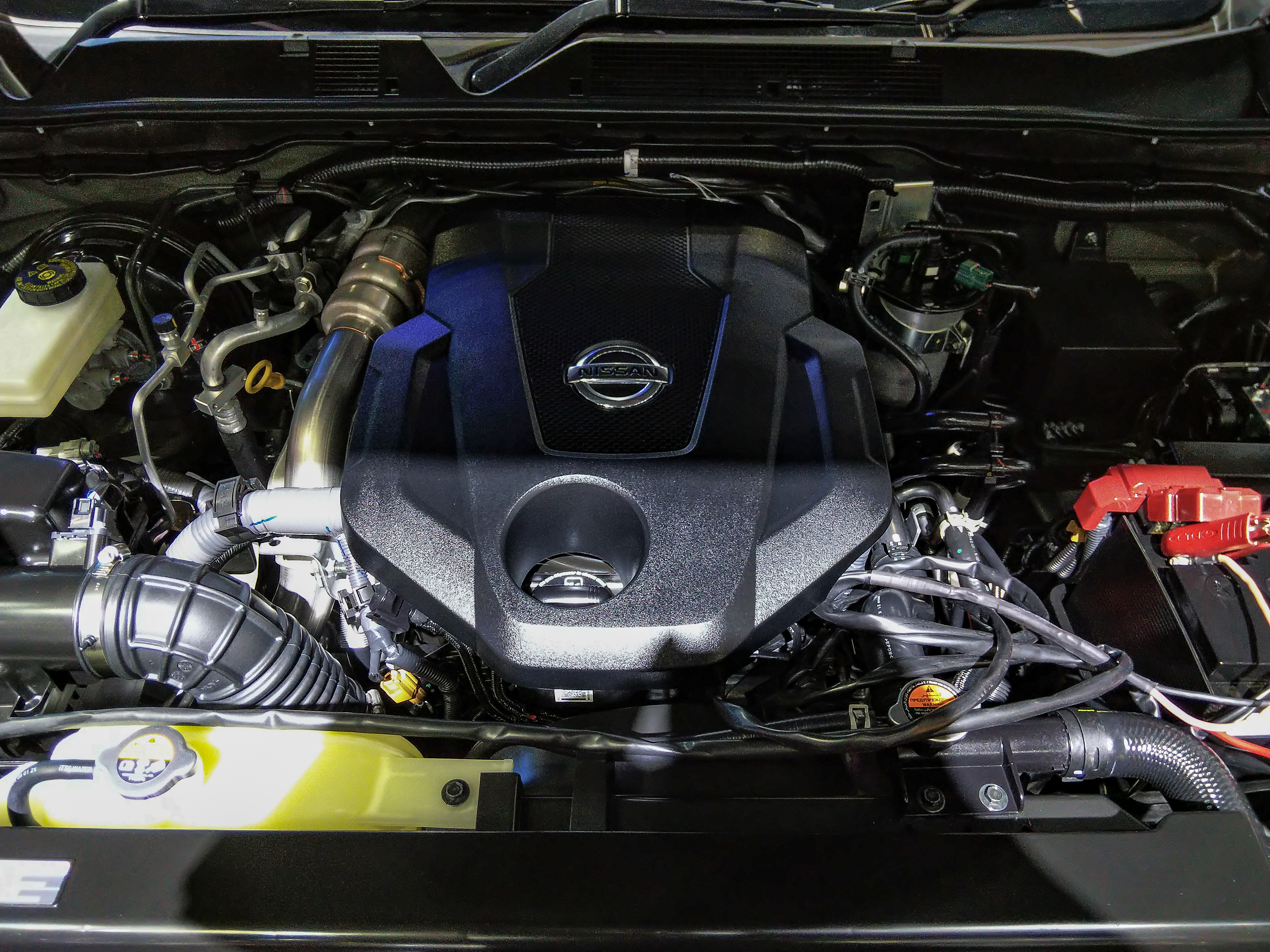
Nissan YS23DDTT